# موتور جما چشمه نور
موتور جما چشمه نور یک منطقهٔ مسکونی در ایران است که در دهستان پیرسهراب واقع شده‌است.